# 쉬수화 (1975년)
쉬수화(중국어 정체자: 許淑華, 병음: Xû Shúhúa, 한자음: 허숙화,  1975년 10월 15일~)는 중화민국의 정치인으로 제10대 입법위원이자 넌터우현장이다. 